# 马田鼓楼
马田鼓楼，位于中国湖南省通道侗族自治县的坪阳乡马田村，为侗族独特建筑。

## 历史
始建于清顺治年间。
1984年大修，1959年公布为湖南省文物保护单位，1996年被国务院为全国重点文物保护单位。

## 结构特点
马田鼓楼为干栏式抬梁纯木构架，占地面积240平方米，通高18.72米；底层呈长方形，一至八层檐为四角，第九层檐为八角。
鼓楼外部封檐板上装绘有各种花卉、鸟虫，翼角分别塑有虎、龙、蛇、凤等泥塑像，象征吉祥和幸福。
偏楼南北对称，为歇山顶式。